# Mistrzostwa Świata Juniorów w Łucznictwie 2013
13. Mistrzostwa Świata Juniorów w Łucznictwie odbyły się w dniach 13 – 20 października 2013 roku w Wuxi w Chinach. W zawodach wzięli udział juniorzy do 20 roku życia oraz kadeci do 17 roku życia, strzelający z łuków klasycznych i bloczkowych.
Polska wywalczyła jeden medal. Kacper Sierakowski został wicemistrzem świata juniorów w łuku klasycznym.

## Reprezentacja Polski juniorów

### łuk klasyczny
- Kasper Helbin
- Monika Jurzak
- Paweł Marzec
- Kacper Sierakowski
- Oliwia Śliwiana
- Marlena Wejnerowska

## Reprezentacja Polski kadetów

### łuk klasyczny
- Kacper Bizoń
- Maria Chrostowska
- Karolina Farasiewicz
- Marek Szafran
- Kacper Szułkowski
- Sylwia Zyzańska

## Medaliści

### Juniorzy

#### Strzelanie z łuku klasycznego
| Konkurencja:           | Złoto:                                                             | Srebro:                                                                   | Brąz:                                                          |
| indywidualnie kobiet   | Jeon Sung-eun                                                      | Sim Ye-ji                                                                 | Lim Hee-seon                                                   |
| indywidualnie mężczyzn | Robin Ramaekers                                                    | Kacper Sierakowski                                                        | Witalij Komoniuk                                               |
| drużynowo kobiet       | Ukraina · Anastasia Pawłowa · Polina Rodionowa · Lidia Siczenikowa | Korea Południowa · Jeon Sung-eun · Lim Hee-seon · Sim Ye-ji               | Chiny · Zhang Xinyan · Zhu Jiani · Zhu Yuwei                   |
| drużynowo mężczyzn     | Rosja · Gałsan Bazarżapow · Bołot Cybżitow · Beligto Cyngujew      | Stany Zjednoczone · Jeremiah Cusick · Daniel McLaughlin · Sean McLaughlin | Holandia · Jesher Appels · Mitch Dielemans · Sjef van den Berg |
| mikst                  | Korea Południowa · Kim Joo-wan · Sim Ye-ji                         | Hiszpania · Miguel Alvarino Garcia · Mirene Etxeberria                    | Rosja · Bołot Cybżitow · Kristina Timofiejewa                  |

#### Strzelanie z łuku bloczkowego
| Konkurencja:           | Złoto:                                                           | Srebro:                                                         | Brąz:                                                                 |
| indywidualnie kobiet   | Sara Lopez                                                       | Janine Meissner                                                 | Kailey Johnston                                                       |
| indywidualnie mężczyzn | Stephan Hansen                                                   | Rajat Chauhan                                                   | Jignas Chittibomma                                                    |
| drużynowo kobiet       | Stany Zjednoczone · Kailey Johnston · Lexi Keller · Paige Pearce | Rosja · Elena Elizarowa · Anna Lemeza · Maria Winogradowa       | Indie · Swati Dudhwal · Jayalakshmi Sarikonda · Jyothi Surekha Vennam |
| drużynowo mężczyzn     | Meksyk · Mario Cardoso · Adolfo Medina · David Montiel           | Stany Zjednoczone · Danny Button · Bridger Deaton · Alex Wifler | Indie · Rajat Chauhan · Jignas Chittibomma · Sudhakar Kumar Paswan    |
| mikst                  | Kolumbia · Camilo Andres Cardona · Sara Lopez                    | Stany Zjednoczone · Alex Wifler · Kailey Johnston               | Indie · Jignas Chittibomma · Jyothi Surekha Vennam                    |

### Kadeci

#### Strzelanie z łuku klasycznego
| Konkurencja:           | Złoto:                                                      | Srebro:                                                    | Brąz:                                                            |
| indywidualnie kobiet   | Jeong Yu-ri                                                 | Wu Jiaxin                                                  | Lee Hye-seon                                                     |
| indywidualnie mężczyzn | Patrick Huston                                              | Sanżar Musajew                                             | Luis Esteban Infante                                             |
| drużynowo kobiet       | Francja · Aurelie Carlier · Melanie Gaubil · Laura Ruggieri | Korea Południowa · Jeong Yu-ri · Lee Hye-seon · Lee So-dam | Chiny · Li Jiaman · Wu Jiaxin · Zhang Lu                         |
| drużynowo mężczyzn     | Francja · Romain Fichet · Mathieu Jimenez · Thomas Koenig   | Turcja · Berat Aydin · Mete Gazoz · Orkun Ege Tokuşoğlu    | Chińskie Tajpej · Chen Wei-chieh · Han Yun-chien · Lee Chin-tang |
| mikst                  | Wielka Brytania · Patrick Huston · Rebecca Martin           | Francja · Thomas Koenig · Laura Ruggieri                   | Korea Południowa · Kim Dong-il · Jeong Yu-ri                     |

#### Strzelanie z łuku bloczkowego
| Konkurencja:           | Złoto:                                                              | Srebro:                                                           | Brąz:                                                                   |
| indywidualnie kobiet   | Aleksandra Sawenkowa                                                | Sonia Taniguchi                                                   | Maja Orlic                                                              |
| indywidualnie mężczyzn | Domagoj Buden                                                       | Renaud Domanski                                                   | Mario Vavro                                                             |
| drużynowo kobiet       | Stany Zjednoczone · Kannsas Michaels · Emily Fischer · Paige Pearce | Rosja · Sofia Khlystova · Ekaterina Makeeva · Alexandra Savenkova | Wielka Brytania · Aalin Elisse George · Kirsten George · Rebecca Lennon |
| drużynowo mężczyzn     | Turcja · Furkan Dernekli · Barış Tandoğan · Samet Can Yakalı        | Kanada · Logan Kupchanko · Hunter McGinnis · Tyler Murphy         | Meksyk · D. Ricardo González · Rodolfo González · Cecilio E. Quevedo    |
| mikst                  | Rosja · Anton Bulajew · Alexandra Sawenkowa                         | Chorwacja · Domagoj Buden · Maja Orlic                            | Meksyk · Cecilio E. Quevedo · Fernanda Del Rocio Sandoval               |

## Klasyfikacja medalowa

### Juniorzy
| Lp. | Państwo           | Złoto | Srebro | Brąz | Razem |
| 1.  | Korea Południowa  | 2     | 2      | 1    | 5     |
| 2.  | Kolumbia          | 2     | 0      | 0    | 2     |
| 3.  | Stany Zjednoczone | 1     | 3      | 1    | 5     |
| 4.  | Rosja             | 1     | 1      | 1    | 3     |
| 5.  | Ukraina           | 1     | 0      | 1    | 2     |
| 6.  | Belgia            | 1     | 0      | 0    | 1     |
| 6.  | Dania             | 1     | 0      | 0    | 1     |
| 6.  | Meksyk            | 1     | 0      | 0    | 1     |
| 9.  | Indie             | 0     | 1      | 4    | 5     |
| 10. | Hiszpania         | 0     | 1      | 0    | 1     |
| 10. | Polska            | 0     | 1      | 0    | 1     |
| 10. | Niemcy            | 0     | 1      | 0    | 1     |
| 13. | Chiny             | 0     | 0      | 1    | 1     |
| 13. | Holandia          | 0     | 0      | 1    | 1     |

### Kadeci
| Lp. | Państwo           | Złoto | Srebro | Brąz | Razem |
| 1.  | Francja           | 2     | 1      | 0    | 3     |
| 2.  | Rosja             | 2     | 1      | 0    | 3     |
| 3.  | Wielka Brytania   | 2     | 0      | 1    | 3     |
| 4.  | Chorwacja         | 1     | 1      | 2    | 4     |
| 4.  | Korea Południowa  | 1     | 1      | 2    | 4     |
| 6.  | Stany Zjednoczone | 1     | 1      | 0    | 2     |
| 6.  | Turcja            | 1     | 1      | 0    | 2     |
| 8.  | Chiny             | 0     | 1      | 1    | 2     |
| 9.  | Belgia            | 0     | 1      | 0    | 1     |
| 9.  | Kanada            | 0     | 1      | 0    | 1     |
| 9.  | Kazachstan        | 0     | 1      | 0    | 1     |
| 12. | Meksyk            | 0     | 0      | 3    | 3     |
| 13. | Chińskie Tajpej   | 0     | 0      | 1    | 1     |